# Marina calycosa
Marina calycosa é um tipo de planta conhecida por sua calicosidade. Ela é verde e com algas mucoríferas nas pontas. É típica de áreas em volta do mar.